# Бастл (регалия)

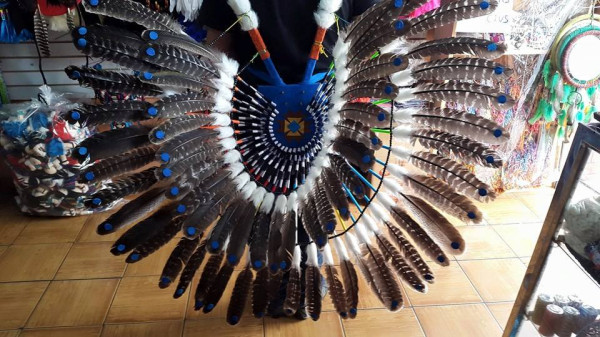
Бастл

Бастл североамериканских индейцев является традиционной частью мужских регалий, которую носят во время танцевальных демонстраций или пау вау. Регалия зародилась на Равнинах Соединённых Штатов. В своей современной форме мужской бастл изготавливается из перьев орла или ястреба в виде веера, прикреплённого к поясу или ремню. Перья орла и ястреба  являются священными религиозными предметами коренных американцев, и обладание ими разрешено Законом орлиного пера.
Есть несколько типов бастлов, один из которых в форме "U", а традиционный или "олд-стайл" бастл - кругообразного типа. Типичный традиционный танцор носит одинарный бастл, в то время как танцоры стиля "фэнси" обычно по два, один из которых прикреплён к поясу выше ягодиц, а другой к специальному держателю на спине.